# Fritz Bartholomae
Fritz Bartholomae (Krefeld, Rin del Nord-Westfàlia, 29 d'octubre de 1886 – 12 de setembre de 1915) va ser un remer alemany que va competir a començaments del segle xx. Era germà del també remer Willi Bartholomae. Va morir al camp de batalla durant la Primera Guerra Mundial.
El 1912 va prendre part en els Jocs Olímpics d'Estocolm, on guanyà la medalla de bronze en la competició del vuit amb timoner del programa de rem. El mateix 1912 guanyà el campionat nacional de vuit amb timoner.